# Championnat professionnel de Merseyside (snooker)
Le championnat professionnel de Merseyside fut un tournoi professionnel de snooker qui a été organisé de 1993 à 2004 à Liverpool en Angleterre.
Le tournoi était organisé par Peter Williamson, un célèbre arbitre de snooker et connut un grand succès en dépit de sa petite dotation. Il attirait un grand nombre de joueurs, la plupart du temps de la moitié inférieure du classement mondial. Le tournoi n'était pas inclus dans le calendrier de tournée.
Tous les matchs ont eu lieu à Liverpool, au Liverpool Billiards & Snooker Club jusqu'en 1998, puis au George Scott Snooker Club de 1999 à 2004.

## Palmarès[1]
| Année                                   | Vainqueur                               | Finaliste                               | Score final                             | Sponsor                                 | Dotation du vainqueur                   |
| Championnat professionnel de Merseyside | Championnat professionnel de Merseyside | Championnat professionnel de Merseyside | Championnat professionnel de Merseyside | Championnat professionnel de Merseyside | Championnat professionnel de Merseyside |
| --------------------------------------- | --------------------------------------- | --------------------------------------- | --------------------------------------- | --------------------------------------- | --------------------------------------- |
| 1993                                    | Dave Harold                             | Tony Rampello                           | 5–3                                     | Burtonwood                              | 500 £                                   |
| 1994                                    | Dean Reynolds                           | Jason Ferguson                          | 5–1                                     | JP O'Brien                              | 700 £                                   |
| 1995                                    | Rod Lawler                              | Dean Reynolds                           | 5–4                                     | Courage                                 | 700 £                                   |
| 1996                                    | David Gray                              | Paul Sweeny                             | 5–2                                     | Matthew Brown (en)                      | 1 150 £                                 |
| 1997                                    | Antony Bolsover                         | Paul Wykes                              | 5–4                                     | Matthew Brown (en)                      | 1 150 £                                 |
| 1998                                    | Peter Lines                             | Lee Walker                              | 5–4                                     | John Smith (en), Foster's               | 1 150 £                                 |
| 1999                                    | Stuart Bingham                          | Stuart Pettman                          | 5–1                                     | John Smith (en)                         | 1 150 £                                 |
| 2000                                    | Michael Holt                            | Rod Lawler                              | 5–3                                     | John Smith (en)                         | 1 200 £                                 |
| 2001                                    | Nick Dyson                              | Paul Davison                            | 5–2                                     | John Smith (en)                         | 1 200 £                                 |
| 2002                                    | Mark Davis                              | Stephen Maguire                         | 5–2                                     | John Smith (en)                         | 1 200 £                                 |
| 2003                                    | Stephen Maguire                         | Mark Davis                              | 5–1                                     | John Smith (en)                         | 1 200 £                                 |
| 2004                                    | Joe Perry                               | Stephen Croft                           | 5–2                                     | John Smith (en)                         | 1 200 £                                 |